# آنجلیکا رزآنو
آنجلیکا رزآنو (انگلیسی: Angelica Rozeanu؛ ۱۵ اکتبر ۱۹۲۱ – ۲۲ فوریه ۲۰۰۶ (aged ۸۴)) یک بازیکن تنیس روی میز اهل رومانی بود. 
وی در مسابقات کشوری و بین‌المللی در مجموع برنده ۱۹ مدال طلا، ۷ مدال نقره، ۱۰ مدال برنز شده‌است.